# Бельтинг

Типи переплетень фільтрувальних тканин: а — полотняне; б — сатинове; в — саржеве.

Бе́льтинг (англ. belting — приводний пас) — міцна технічна тканина (фільтрувальна тканина) полотняного переплетення з дуже крученої пряжі.
Для міцності вплетають хімічні волокна, іноді просочують гумою.
Використвується при виробництві транспортерних стрічок та проґумованих пасів. Також застосовується як фільтрувальний матеріал.